# Hostinec U města Prahy (Pražské Předměstí)

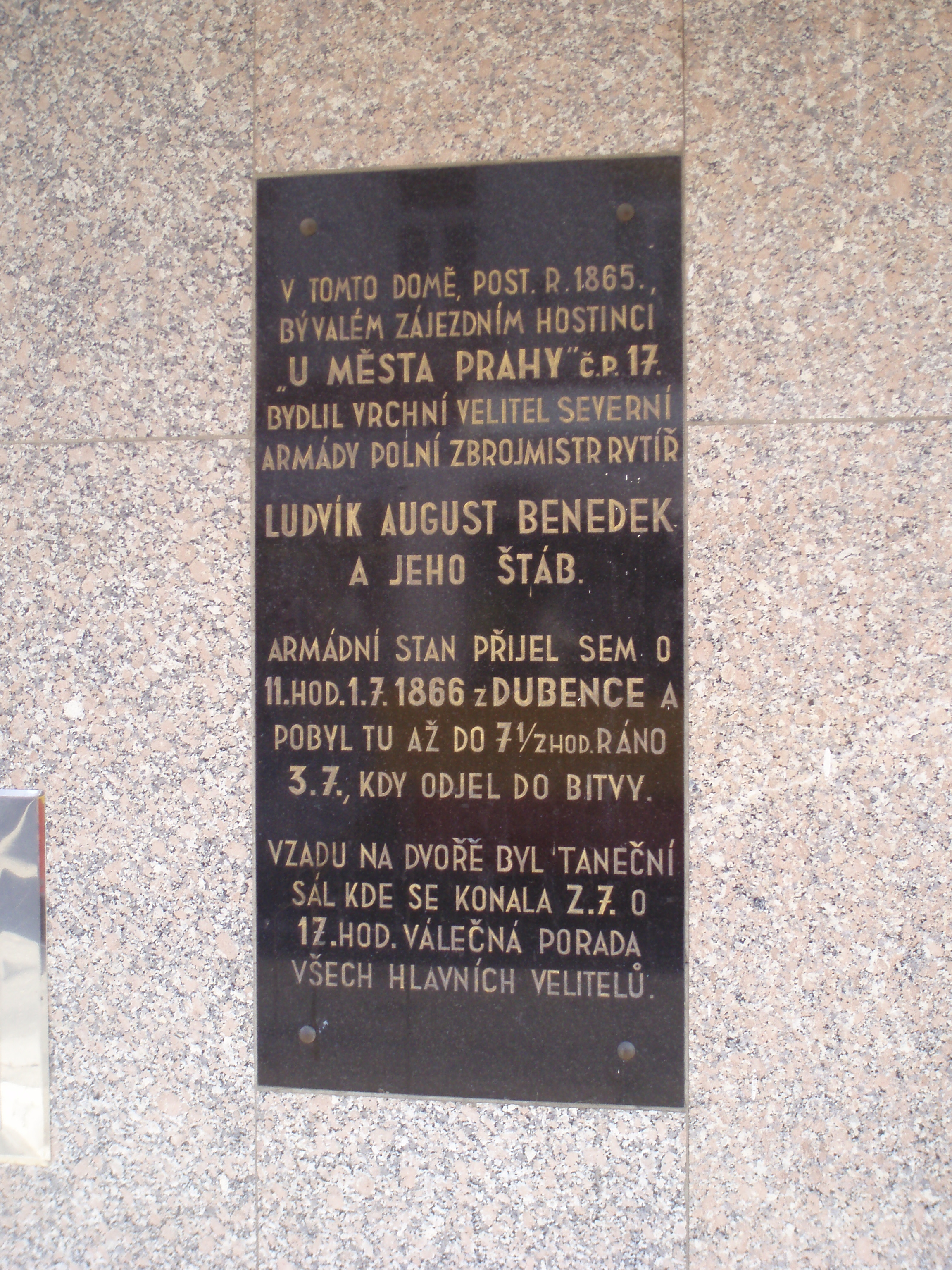
Pamětní deska L. Benedekovi

Hostinec U města Prahy – dnes již neexistující hostinec, který se nacházel v někdejší Husově ulici čp. 17 v Pražském Předměstí u Hradce Králové.

## Historie
Od 1. do 3. července 1866 sídlil v hostinci čp. 17 hlavní štáb rakouské armády na čele s vrchním velitelem polním zbrojmistrem Ludwigem Benedekem. Před bitvou na Chlumu zde jednal se zvláštním císařským vojenským zmocněncem podplukovníkem Friedrichem von Beckem (1830-1920). Tento zděný dům byl postaven roku 1865 s dalšími třemi sousedními domy (čp. 18-20) dnes též zbořenými.
Hostinec zakoupil roku 1875 od stěžerského sládka Antonína Noska bývalý majitel dolnopřímského statku Eduard Riedl a změnil ho v privátní dům. Zrušil hostinec, od notáře JUDr. Václava Válka z Hradce Králové přikoupil kus sousední zahrady, osázel jej stromy a vkusně upravil na „libosádek“ a zahradu.
Roku 1910 koupil obchodník Josef Vojtíšek bývalý hostinec U města Prahy a přeměnil jej v obchodní dům (prodejnu střev, řeznických a uzenářských potřeb).
V červnu 1936 byla na domě odhalena pamětní deska z černé švédské žuly s nápisem, který připomínal pobyt polního zbrojmistra Benedeka v roce 1866. V listopadu 1988 však byl dům zbourán, když naposled v něm byly prodejny s hračkami a levným zbožím státního podniku Drobné zboží. Zachráněná deska byla znovu osazena v červenci 1993 na nově postavený dům čp. 1642 v Dukelské ulici. Dnes v místě hostince stojí čp. 1643 a v něm se nachází řeznictví a občerstvení Skaličan firmy Uzema.